# Полищук, Иван Михайлович
Иван Михайлович Полищук (15 января 1916 — 29 сентября 1943) — советский офицер, участник Великой Отечественной войны, командир 100-го гвардейского стрелкового полка 35-й гвардейской Лозовской стрелковой дивизии 6-й армии Юго-Западного фронта, гвардии майор. Герой Советского Союза (22.02.1944).

## Биография
Иван Полищук родился и вырос в приграничной области с Польшей. На территории его района дислоцировалось много советских воинских частей, неподалёку строились бетонные сооружения Новоград-Волынского и Летичевского укрепрайонов по так называемой «линии Сталина». Полищук был первым пионером своего села, после окончания Шепетовского педагогического техникума работал старшим пионервожатым в Пеньковской школе, часто организовывал встречи пионеров с красными командирами, устраивал совместные трудовые мероприятия. Неудивительно, что многие из его пионеров, в том числе и он сам, видя достойные примеры, мечтали посвятить свою жизнь армейской службе.
Это желание ещё более упрочилось, когда Ивана Полищука в 1937 году призвали на срочную службу. Служил в Москве в отдельном батальоне связи при Академии имени Фрунзе, прошёл учебное подразделение, стал командиром отделения. Когда служба стала подходить к концу, Полищук написал рапорт о направлении его в военное училище, и командиры какого-то звена Московского военного округа сочли необходимым направить его в «своё», Рязанское пехотное училище. Заканчивал учёбу в нём курсант Полищук, когда уже шла Великая Отечественная война. В самый разгар битвы за Москву в октябре 1941 года, получив звание лейтенанта, он был направлен на Брянский фронт, полоса обороны которого была уже очень близко.
Там лейтенант Полищук начал свою боевую деятельность в качестве командира пулемётной роты 401-го стрелкового полка 6-й гвардейской стрелковой дивизии и вскоре заслужил гвардейское звание. Боевое крещение он получил в боях в районе посёлка Тёплое. С 3 по 13 ноября 1941 года 6-я гвардейская стрелковая дивизия в составе войск 3-й армии вела тяжёлые оборонительные бои, прикрывая Тулу с юга. С 14 ноября завязались бои на ближайших подступах к Ефремову, где пулемётчики Полищука вместе с пехотой вели непрерывные сражения с танками и мотопехотой противника, пытавшиеся ворваться на шоссейную дорогу Ефремов-Тула. 17 ноября 1941 года завязались бои на окраине Ефремова. Бои за город приняли ожесточённый характер, Неравный поединок с фашистскими захватчиками продолжался свыше 3-х суток, но под давлением врага город пришлось оставить. Рота лейтенанта Полищука в составе своей дивизии, вместе с другими частями 3-й армии отошла на правый берег Красивой Мечи, где держала оборону по 11 декабря 1941 года в составе Юго-Западного фронта.
Во время начавшегося 6 декабря 1941 года контрнаступления советских войск под Москвой гвардейской дивизии, в которой воевал Полищук, была поставлена задача оказать активное содействие разгрому 2-й танковой армии противника и овладеть городом Ефремов. Наступление правого крыла Юго-Западного фронта началось без всякой паузы 8 декабря 1941 года. Части 3-й армии продвигались вперёд в направлении на Ефремов, Медведки. Немцы не смогли удержать натиск 3-й армии и начали отступать.
Утром 11 декабря начались бои за город, в которых пулемётчики роты Полищука, вслед за стрелками выбивая гитлеровцев из здания, устраивали у окон и бойниц огневые точки, своим кинжальным огнём прикрывая рывок пехоты к следующему строению. И так квартал за кварталом. На исходе следующего дня (12 декабря 1941 года) Ефремов был очищен от фашистов.
В декабре 1941 — январе 1942 года 6-я гвардейская стрелковая дивизия освободила много населённых пунктов Тульской и Орловской областей и, пройдя с боями на запад более 115 километров, 27 декабря освободила город Новосиль. Далее в январе 1942 года 6-я гвардейская стрелковая дивизия, снова в составе Брянского фронта, продолжала наступать и вела упорные бои на рубеже рек Зуша — Неручь (Орловская область).
9 февраля 1942 года приказом Народного Комиссара Обороны СССР преобразованы полки дивизии в гвардейские, и 401-й стрелковый полк стал 4-м гвардейским.
С 16 февраля 1942 года гвардии лейтенант Полищук в составе своей дивизии участвовал в Болховско-Мценской наступательной операции. Бои носили крайне ожесточённый и трагический характер. Советское командование, решившее завершить войну победой ещё в 1942 году, гнало на смерть сотни тысяч советских бойцов на всём протяжении Калининского, Западного и Брянского фронтов.
6-й гвардейской стрелковой дивизии была поставлена задача на подступах к Болхову овладеть рубежом вражеской обороны по реке Ока Кривцово-Чегодаево-Городище (ныне местность называется «Долиной смерти»). Полищук сосредоточил своих пулемётчиков на флангах полка, чтобы фланкирующим огнём способствовать наступлению пехоты. Первый день наступления, 16 февраля, был единственным удачным: рота Полищука вместе с пехотой достигла окраин Кривцово, соседний полк овладел деревней Фетищево, а подразделения смежной 60-й стрелковой дивизии — ключевой высотой 203,5. Однако наши инженерные войска не сумели навести переправы для танков, и этот успех развить не удалось. В последующие дни, недели и месяцы на этих рубежах шли кровопролитные бои. Гитлеровцы из всех видов оружия скашивали наши атакующие цепи и вернули ключевую высоту. Картину боёв ещё более драматизировали жестокие морозы, от которых замерзали на поле боя раненые. В этой ситуации пулемётчики Полищука более месяца провели в окопах на окраине Кривцово, понеся в боях большие потери. Командование между тем ежедневно приказывало наступать на Болхов и Лубны. До конца марта 1942 года части Брянского фронта вели абсолютно бесполезное наступление, в которых потеряли около 100 тысяч человек, из которых треть убитыми.
Когда в апреле 1942 года для командования, наконец, бесперспективность наступления на этом, крайне укреплённом противником участке стала очевидной, инициативу наступления на Болхов взял на себя Западный фронт. 6-я гвардейская стрелковая дивизия перешла к позиционной обороне, пополнению личным составом и частичному отдыху, а в мае 1942 года была выведена в резерв. В это время в частях состоялись награждения, и за отличие в боях в ходе контрнаступления гвардии лейтенант И. М. Полищук был награждён орденом Красной Звезды (приказом от 11 апреля 1942 года по 3-й армии Брянского фронта). Тогда же он получил воинское звание гвардии старшего лейтенанта.
В апреле 1942 года на Брянском фронте было создано управление 48-й армии, в состав которой вскоре вошла и 6-я гвардейская стрелковая дивизия. В связи с новой реорганизацией и приказами гвардии старший лейтенант Полищук принял под своё командование стрелковый батальон.
В планах германского командования наряду с генеральным наступлением на Воронеж и в большую излучину Дона, начавшимся в июне 1942 года, было и частное наступление на Елецко-Липецком направлении. Оно бы развилось удачно, если бы войска 13-й и смежной с ней 48-й армий Брянского фронта не организовали так называемый «Ливенский щит». В июне 1942 года батальон гвардии старшего лейтенанта Полищука, как звено этого оказавшегося непробиваемым «щита», участвовал в оборонительных боях в Новосильском районе Орловской области и не пропустил врага на восток ни на метр. В этих боях Полищук был ранен и эвакуирован на излечение в госпиталь № 1106 в городе Тамбов.
После выздоровления Полищук был направлен на курсы «Выстрел» в город Солнечногорск, после окончания которых в звании гвардии капитана в январе 1943 года был назначен командиром учебного батальона 38-й гвардейской дивизии 6-й армии Юго-Западного фронта. Затем с февраля стал начальником штаба 113-го гвардейского полка той же дивизии.
6 февраля 1943 года началось Орловская зимняя операция советских войск, в которой гвардии капитан Полищук заменил погибшего в начале наступления командира штурмового батальона. Батальон гвардии капитана Полищука прорвал оборону противника и на лыжах устремился вперёд вдоль дороги Верховье — Покровское на Малоархангельском направлении. Райцентр село Покровское Полищук взял в результате хорошо продуманного охватывающего удара ротами. Тяжёлый бой пришлось выдержать 3-й роте, которая перерезала большак Покровское — Змиёвка в тылу врага. Именно по этой дороге уцелевшие остатки вражеского гарнизона пытались спастись бегством, и мало кому это удалось. Боем 3-й роты руководил лично комбат. За этот блестяще проведённый бой гвардии капитан Полищук был награждён орденом Отечественной войны 2-й степени.
В марте 1943 года, когда гитлеровцам ценой переброски с Ржевско-Вяземского выступа 9-й армии удалось удержать Орловский выступ, и фронт стабилизировался, Полищука во второй раз послали на курсы «Выстрел» в подмосковный город Солнечногорск.
Учёба на курсах по специальности командиров полков продолжалась 4 месяца. Там Полищук в июле 1943 года получил звание майора и вернулся в распоряжение командующего Юго-Западного фронта, где его почти сразу же назначили командиром 100-го гвардейского стрелкового полка 35-й гвардейской стрелковой дивизии 6-й армии. Дивизия прославилась участием в героических боях на ближних подступах и в самом Сталинграде, а теперь дислоцировалась на восточном берегу излучины реки Северский Донец между городами Балаклея и Изюм.
После того, как 23 августа 1943 года был освобождён Харьков, левое крыло Юго-Западного фронта, в том числе и 6-я армия генерал-лейтенанта И. Т. Шлёмина, перешли в наступление. Накануне наступления гвардии майор Полищук много времени уделил организации взаимодействия своих подразделений при форсировании водной преграды. Поэтому натренированные бойцы в результате слаженных действий не только преодолели реку и захватили плацдарм, но и немедленно продолжили наступление, овладели селом Грушеваха и устремились на Лозовую. 16 сентября 1943 года полк Полищука первым ворвался в город и к концу дня полностью овладел крупным железнодорожным узлом и прилегающей к нему городской частью. За освобождение города 35-я гвардейская стрелковая дивизия получила почётное наименование «Лозовской». А комполка Полищук повёл своих бойцов далее к Днепру.
Пройдя с боями более 150 километров, 35-я гвардейская стрелковая дивизия первой на фронте начала переправляться через Днепр южнее Днепропетровска. Первым форсировал реку 100-й гвардейский стрелковый полк гвардии майора Полищука, который блестяще организовал переправу личного состава и техники. На фронте редко случалось, чтобы целый полк с вооружением и средствами усиления переправился через водную преграду без потерь. Полищуку это удалось, несмотря на то, что условия форсирования реки были чрезвычайно тяжёлыми — ширина реки достигала 3-х километров.
Гвардейцы начали переправу ночью. Не было, как положено в подобных случаях, артиллерийской подготовки. Необычным оказалось и другое: одновременно с разведкой и первыми штурмовыми группами полка через Днепр в 2-х километрах ниже по течению переправлялись на правый берег части отступавшей вражеской дивизии. Гитлеровцы полагали, что им удастся оторваться от наших наступающих частей и занять оборону в районе населённого пункта Войсковое. Наше командование разгадало намерение противника. По месту вражеской переправы нанесла удар артиллерия. Вслед за этим Полищук направил туда свой резерв — роту автоматчиков. Тем временем 100-й гвардейский стрелковый полк успешно переправился и захватил плацдарм, не дав гитлеровцам занять заранее подготовленный к обороне рубеж.
Как только начало светать, фашисты пошли в контратаку. Более двух рот автоматчиков вслед за танками при поддержке артиллерийско-миномётного огня обрушили удар на 1-й батальон в центре боевого порядка полка. Дружным огнём полковой и батальонной артиллерии враг был отброшен в исходное положение. Днём гитлеровцы подтянули до двух батальонов пехоты и вновь контратаковали.
Полищук выдвинул на фланги станковые пулемёты и орудия прямой наводки. Как только контратакующие подошли к окопам наших стрелков, по ним ударили орудия и пулемёты. Тогда гитлеровцы начали закрепляться на промежуточном рубеже. Полищук решил атаковать их опорный пункт ночью. 1-й батальон обошёл вражеские позиции и занял перекрёсток важных дорог. После артиллерийско-миномётного налёта два гвардейских батальона во главе с командиром полка поднялись в атаку. Их удар был столь внезапным и неожиданным, что гитлеровцы в страхе бросали оружие, спасаясь бегством. В это время 1-й батальон разгромил колонну противника, направлявшуюся из Каменки в Войсковое.
Умелыми решительными действиями полк гвардии майора Полищука обеспечил переправу и выход на плацдарм всей дивизии. Гитлеровцы потеряли в этих боях более 700 солдат и офицеров, 2 танка, 8 орудий, 1 самоходную пушку, большое количество пулемётов и другого вооружения.
29 сентября 1943 года гвардейский полк вёл бой по расширению плацдарма на правобережье Днепра. Полищук находился на самых опасных участках боя, в гуще солдат, личным примером вдохновляя их на подвиги. В 14.40 на южном фланге плацдарма создалось угрожающее положение, и комполка поспешил туда. Он в сопровождении связного уже подходил к рубежу обороны 2-го батальона, когда под ноги к нему упала вражеская мина. 29 сентября 1943 года гвардии майор Полищук погиб в бою.
Указом Президиума Верховного Совета СССР от 22 февраля 1944 года за образцовое выполнение боевых заданий командования на фронте борьбы с немецко-фашистскими захватчиками и проявленные при этом мужество и героизм гвардии майору Полищуку Ивану Михайловичу присвоено звание Героя Советского Союза (посмертно).
Похоронен в городе Синельниково Днепропетровской области.

## Награды
- Медаль «Золотая Звезда» Героя Советского Союза (22.02.1944);
- орден Ленина (22.02.1944);
- орден Отечественной войны 2 степени (02.1943);
- орден Красной Звезды (11.04.1942).